# Lupeni, Harghita
Lupeni, mai demult Farcașfalău, (în maghiară Farkaslaka, alternativ Farkasfalva, în trad. "Satul Lupului", "Satul Fărcașului", "Lupeni") este satul de reședință al comunei cu același nume din județul Harghita, Transilvania, România.

## Așezare
Localitatea Lupeni este situată în partea sudică a județului Harghita, pe cursul superior al pârâului Nicoul Alb, la poalele sudice ale Dealurilor Târnavei Mici, pe DN13A, Corund - Lupeni - Bisericani, la 65 km distanță de municipiul Miercurea Ciuc.

## Scurt istoric
Descoperirile arheologice, destul de puține la număr, aduc însă dovezi materiale ale unei locuiri încă din evul mediu. Astfel, în locul numit "Szencsed", dincolo de dealul "Gordon" s-au găsit arme medievale, iar din alte locuri neprecizate mai provin două topoare de piatră, perforate și cu un singur tăiș, datate în neolitic.
Între anii 1842 - 1848, se construiește Biserica romano-catolică, construcție în stil clasic și dotată cu orgă în anul 1865.
Începând cu anul 1876, localitatea a aparținut de Comitatul Odorhei, din Regatul Ungariei, apartenență încheiată în anul 1920, odată cu semnarea Tratatului de la Trianon, tratat ce urma să stabilească frontierele Ungariei cu vecinii săi. 
În perioada interbelică, satul Lupeni a făcut parte din județul Odorhei, iar din 1968, odată cu desființarea Regiunii Autonome Maghiare, a trecut în administrarea județului Harghita.

## Economie
Economia localității se bazează pe activități în domeniul materialelor de construcții, a exploatării și prelucrării primare a lemnului, comerțului și agroturismului. Activitatea de bază rămâne însă agricultura prin cultura plantelor și creșterea animalelor.

## Monumente
- Biserica romano-catolică, construcție din secolul al XIX-lea
- Monumentul Eroilor
- Casa memorială a scriitorului Áron Tamási, muzeu cu obiecte personale, scrisori, fotografii, opere ale scriitorului.
- Monumentul Áron Tamási, operă a sculptorului clujean Jenő Szervátiusz, pe care sunt redate personaje din Trilogia Ábel, Enekes madár și Őrdőgváltozás Csikban, opere de bază ale scriitorului.
- Monumentul funerar Áron Tamási

## Personalități
- Áron Tamási (1897-1966) - scriitor

## Vezi și
- Casa memorială a scriitorului Tamási Áron
- Biserica romano-catolică din Lupeni

## Localități înfrățite
- Ajak, Ungaria
- Kemence, Ungaria
- Lengyeltóti, Ungaria

## Imagini

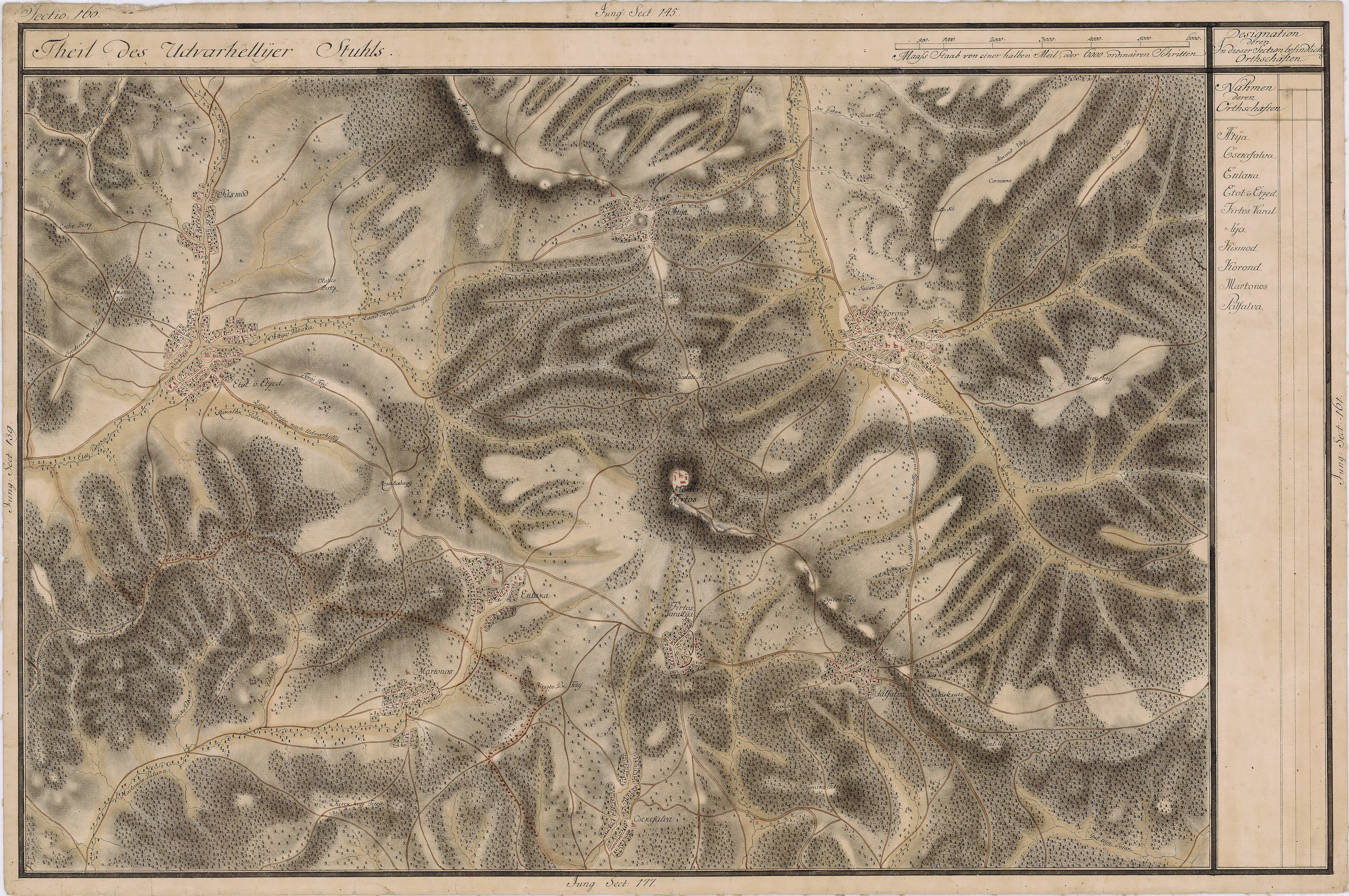
Lupeni în Harta Iosefină a Transilvaniei, 1769-73
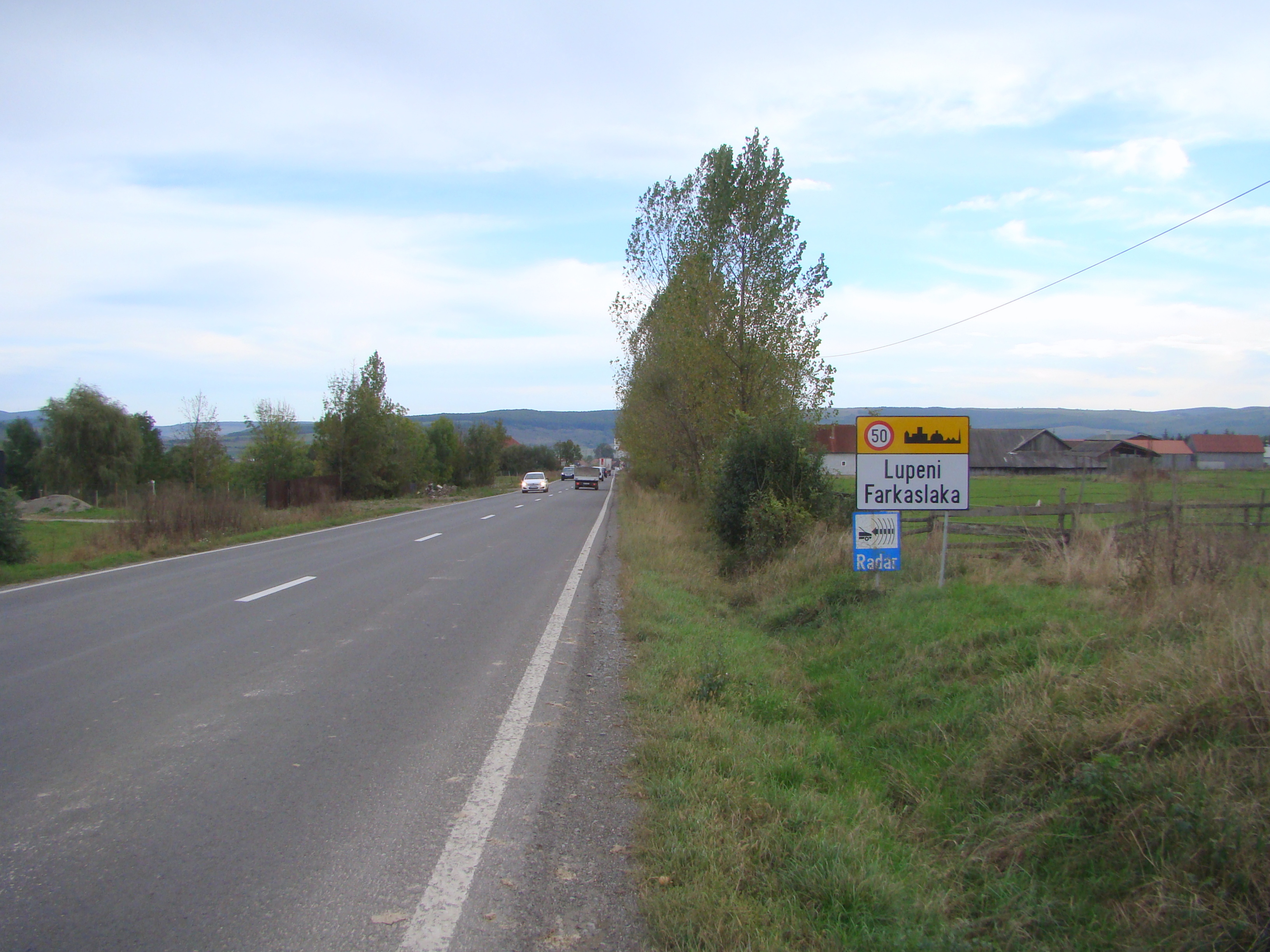
Intrarea în localitate
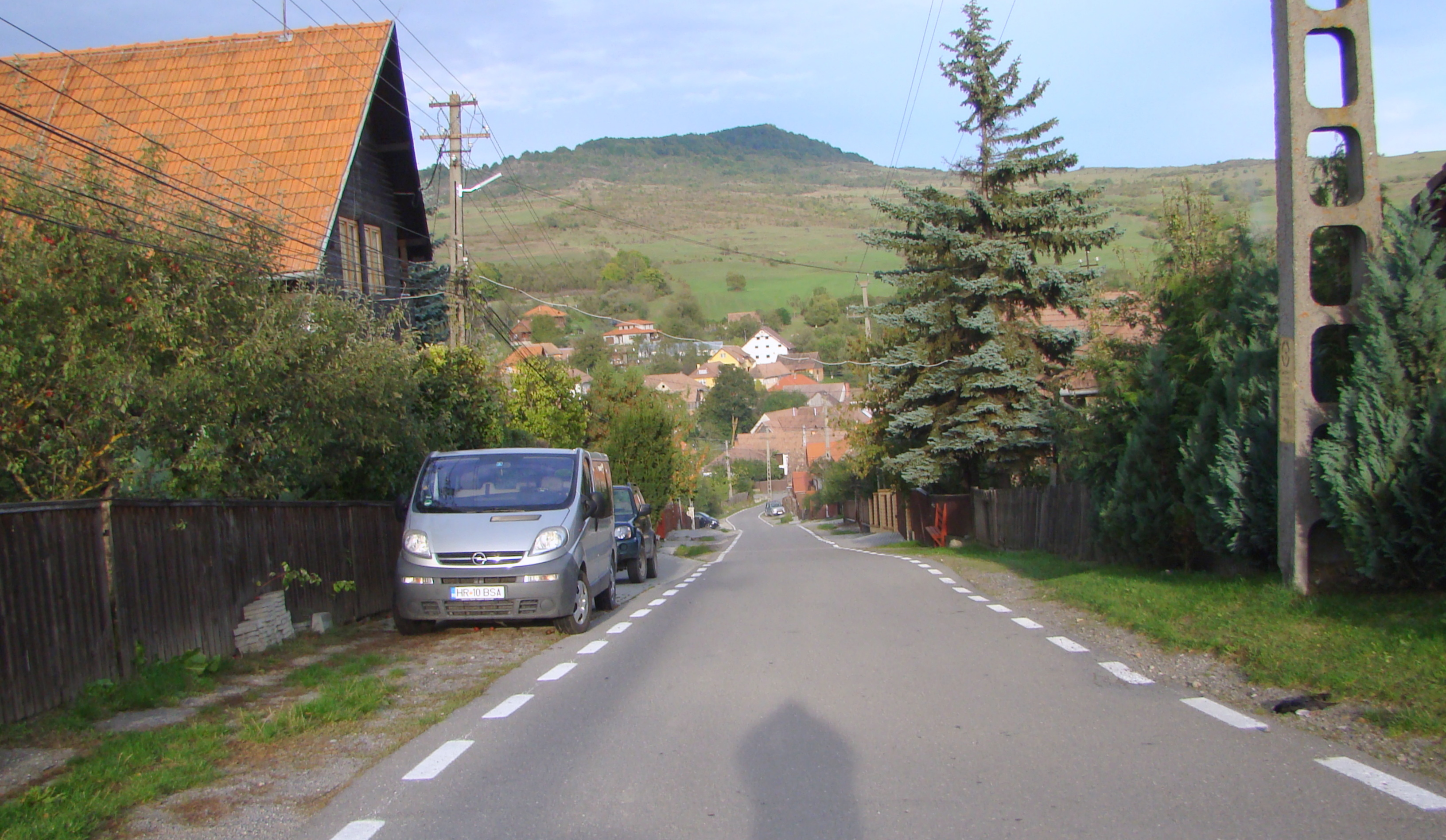
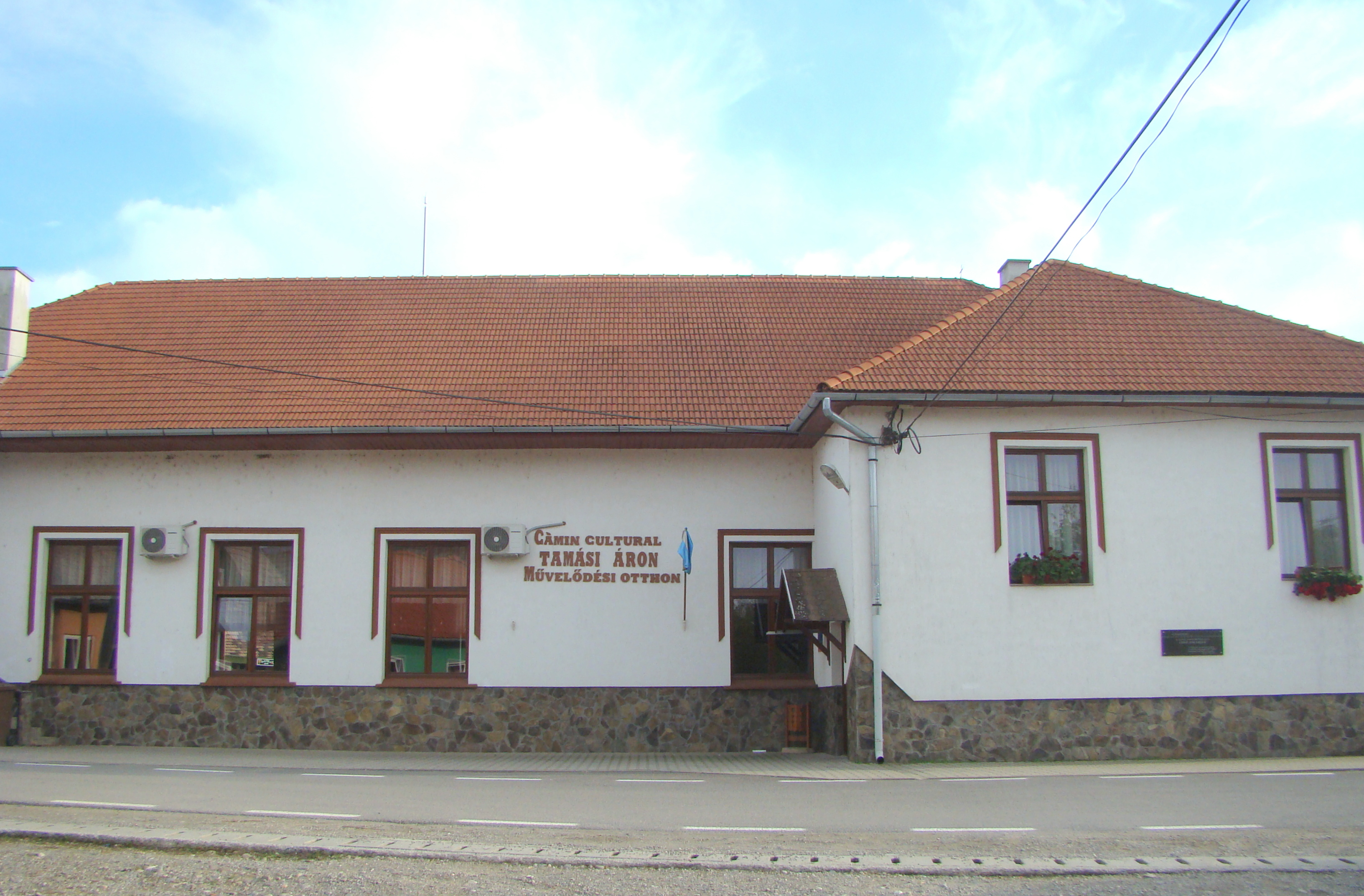
Căminul cultural
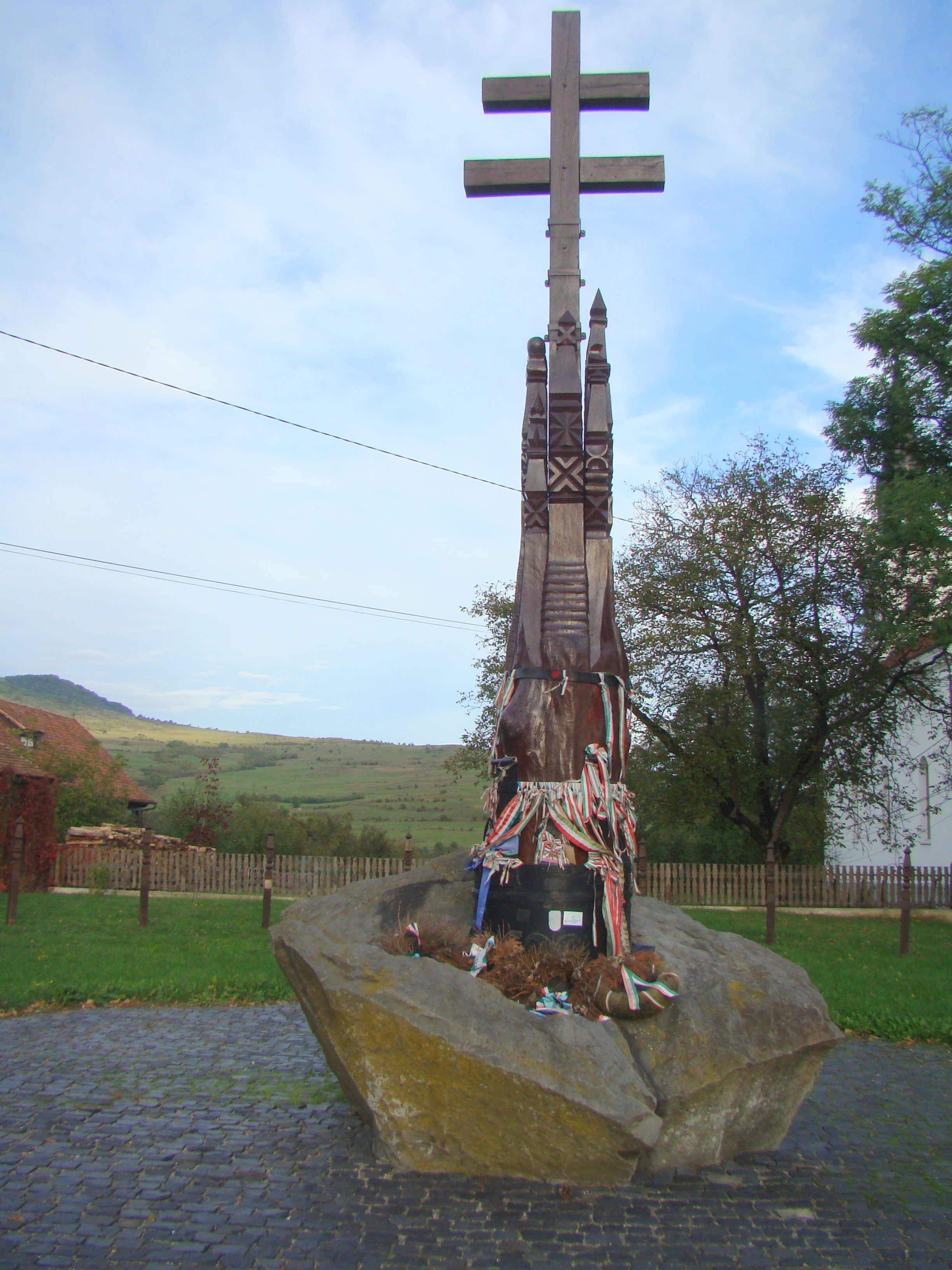
Memorialul Trianon
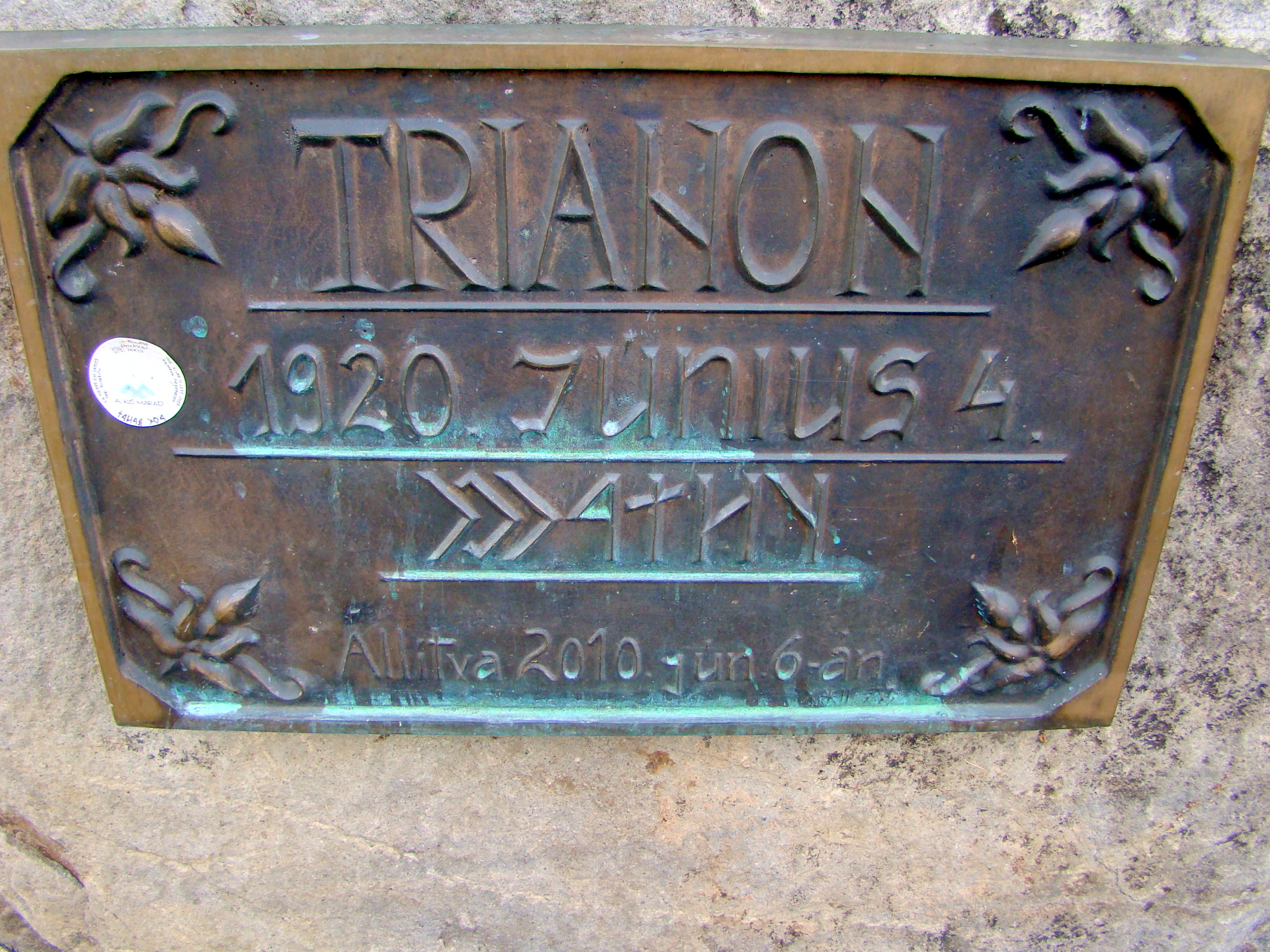
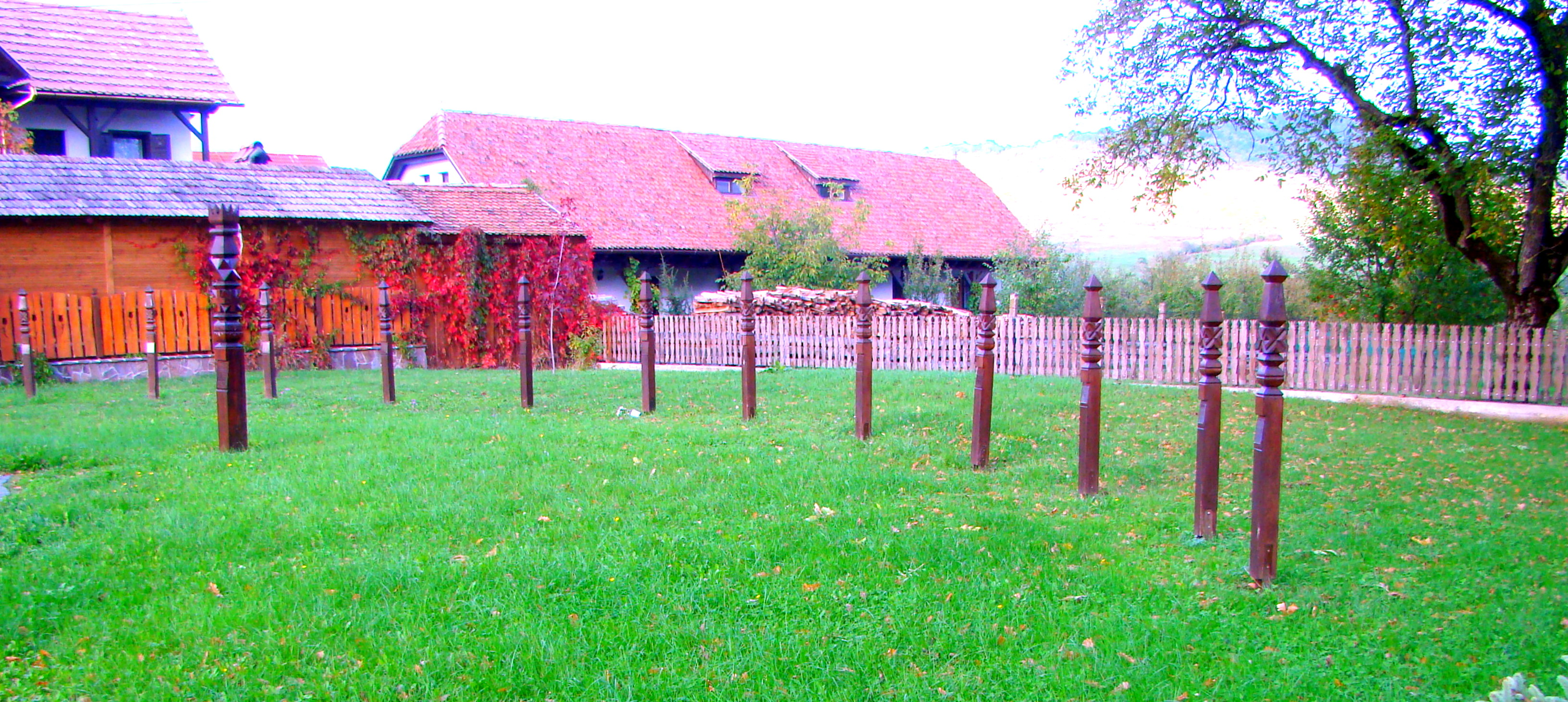
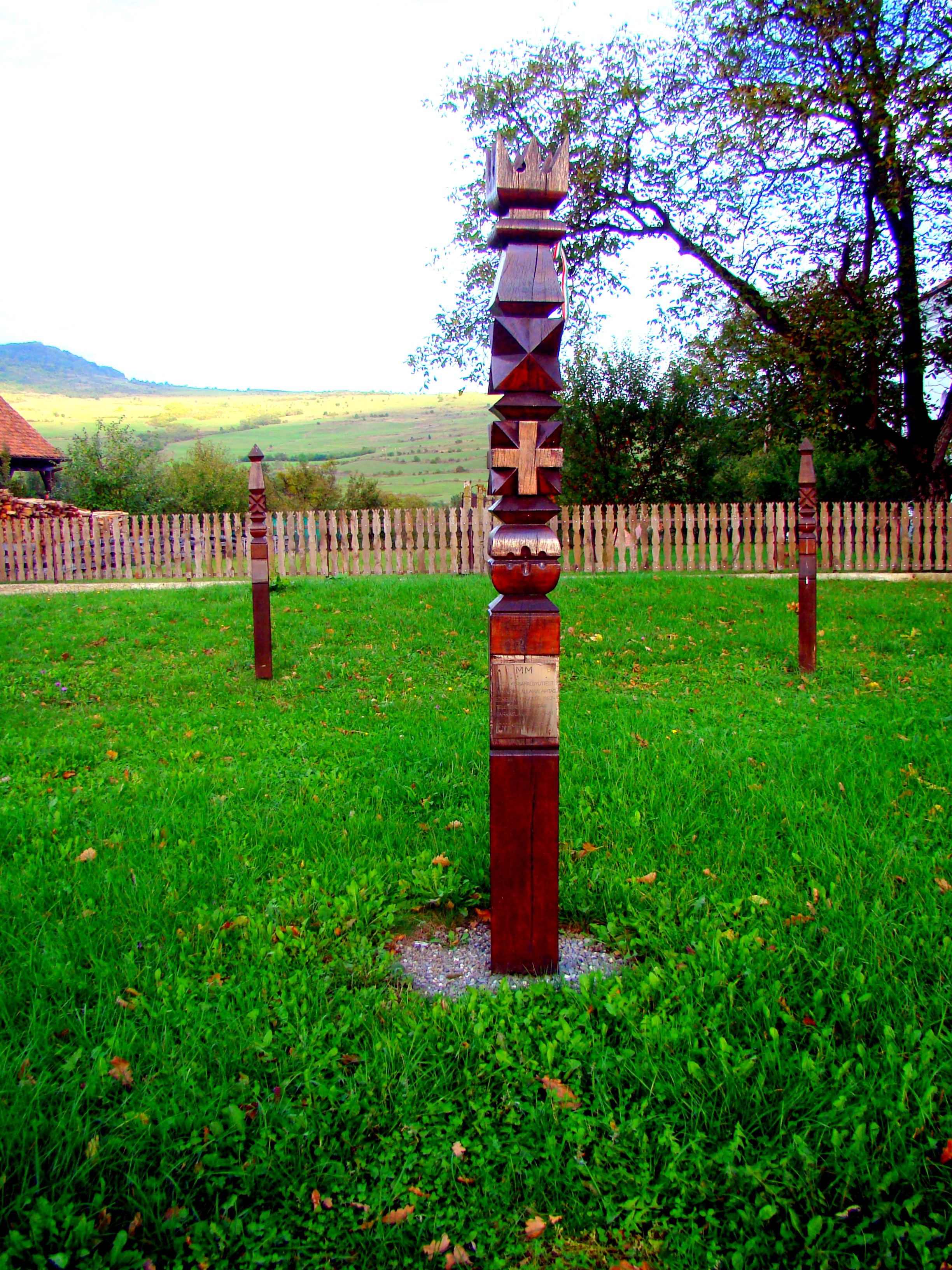
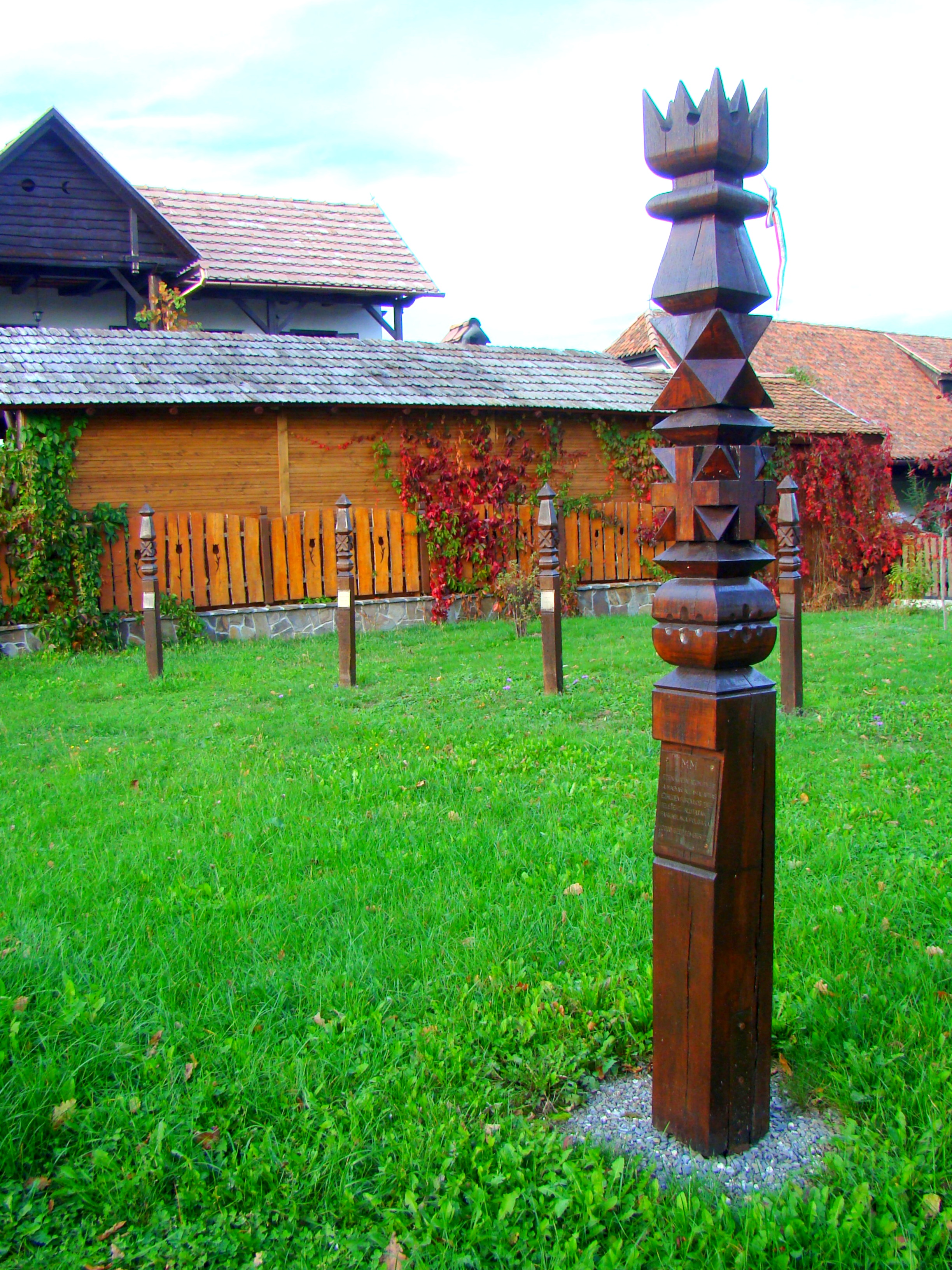
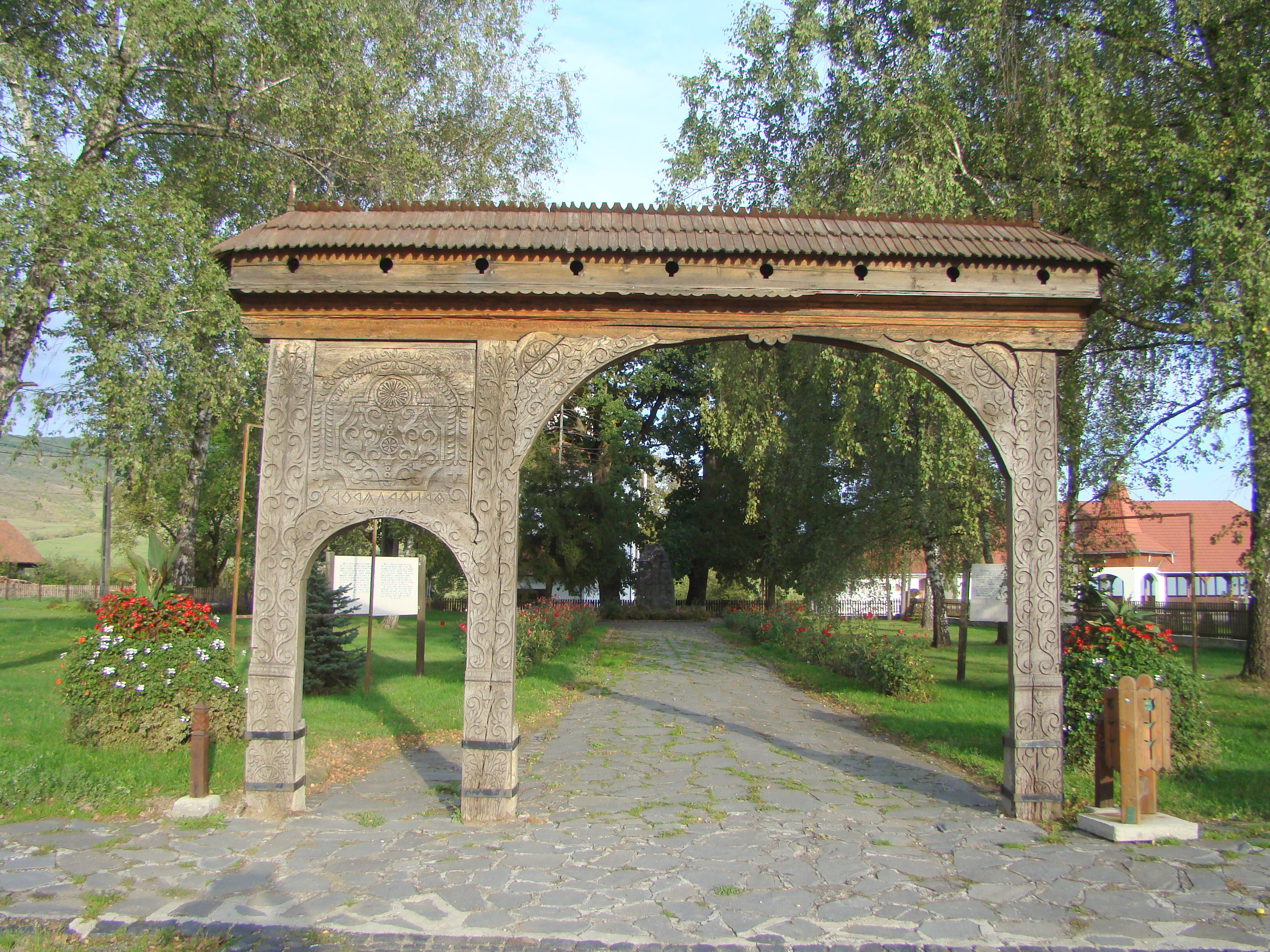
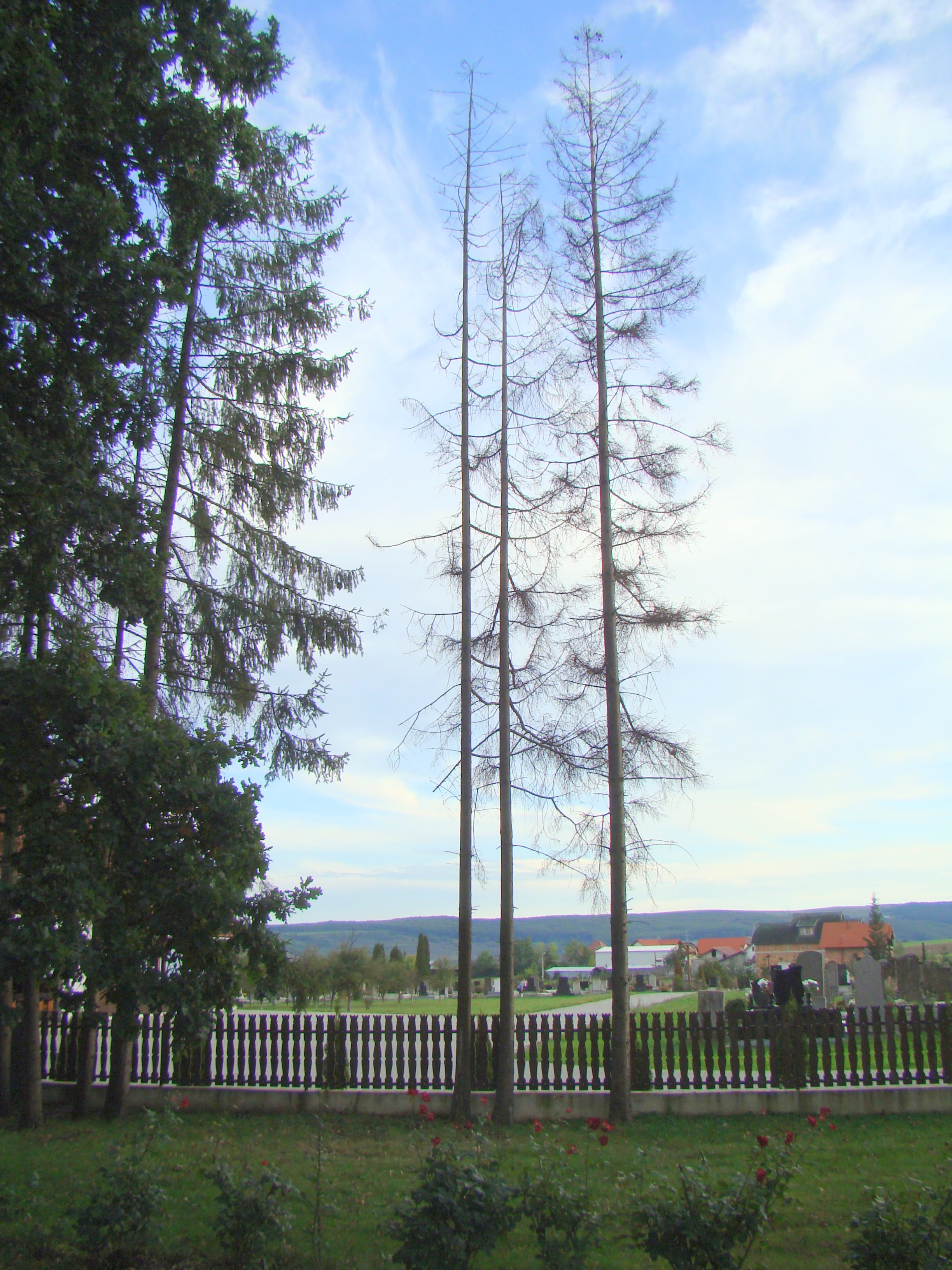
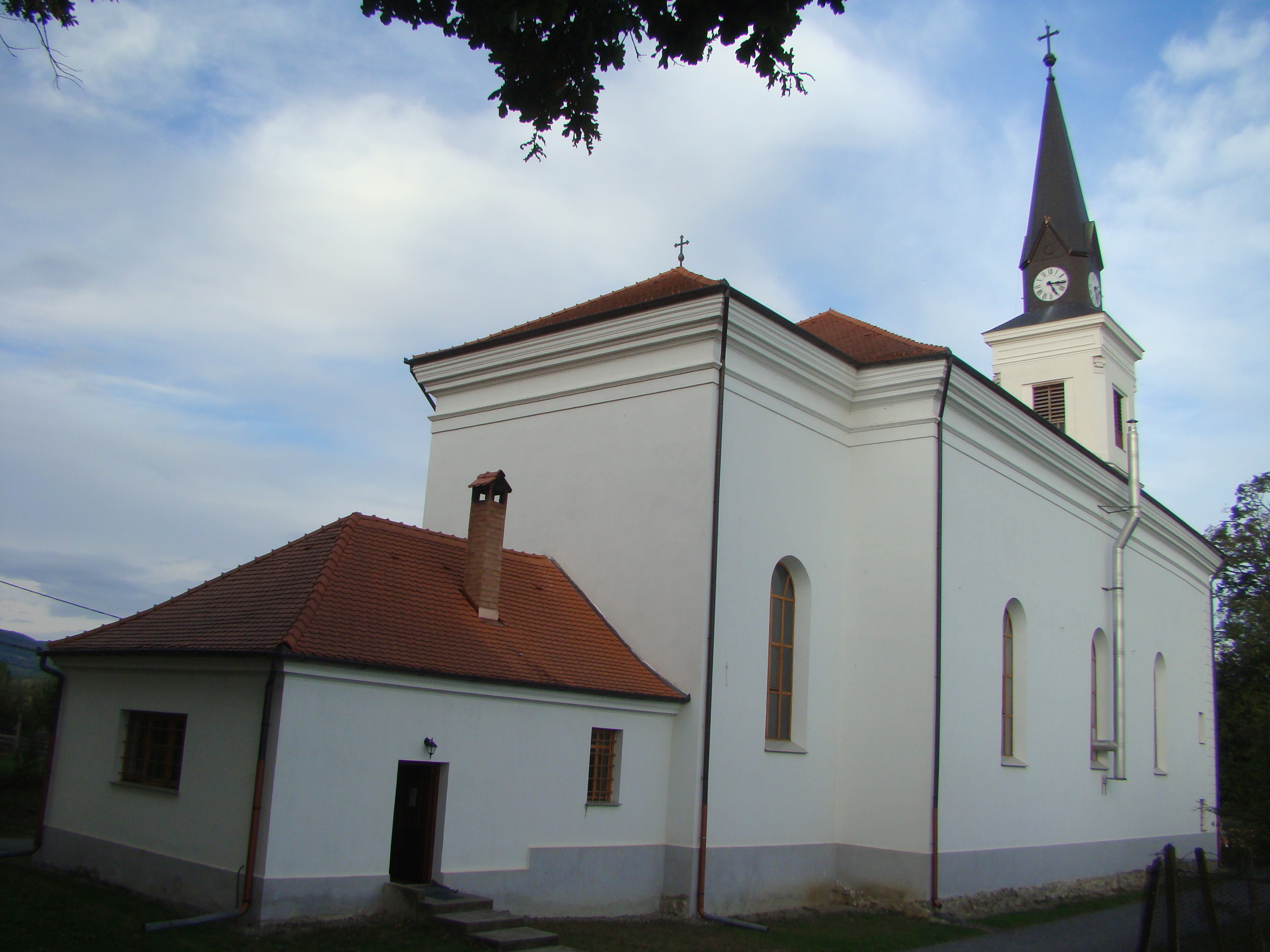
Biserica romano-catolică
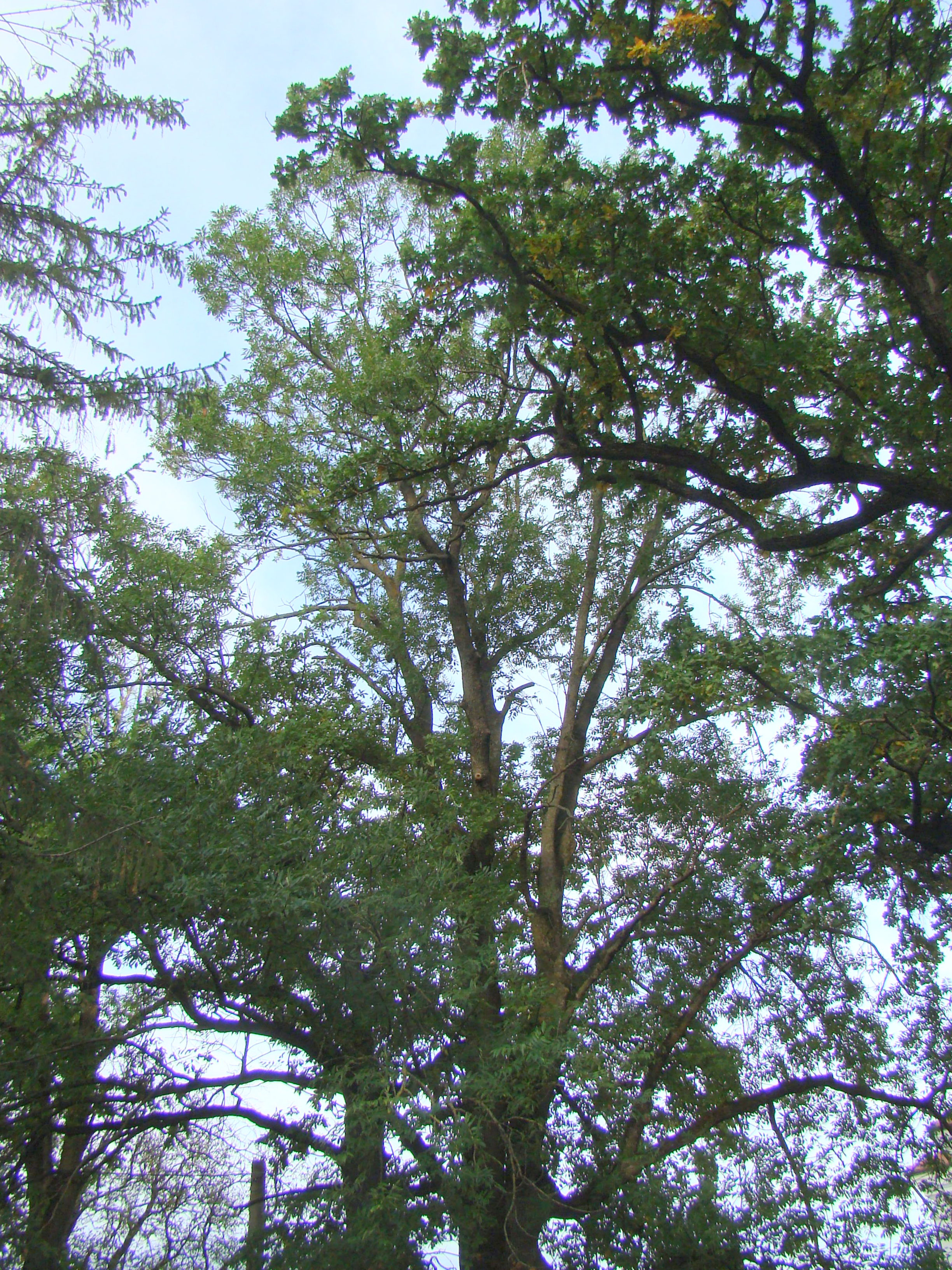
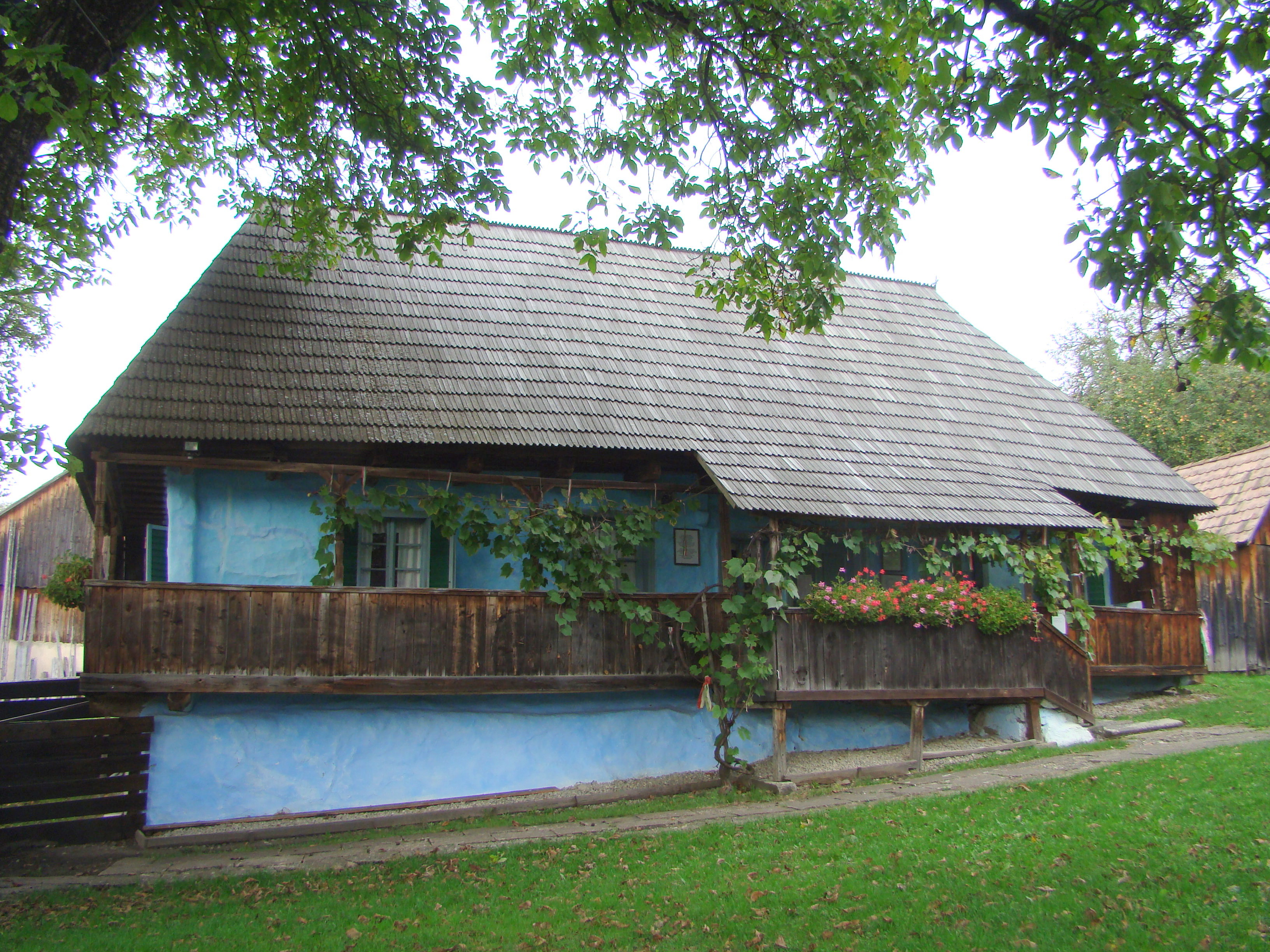
Casa memorială a scriitorului Tamási Áron
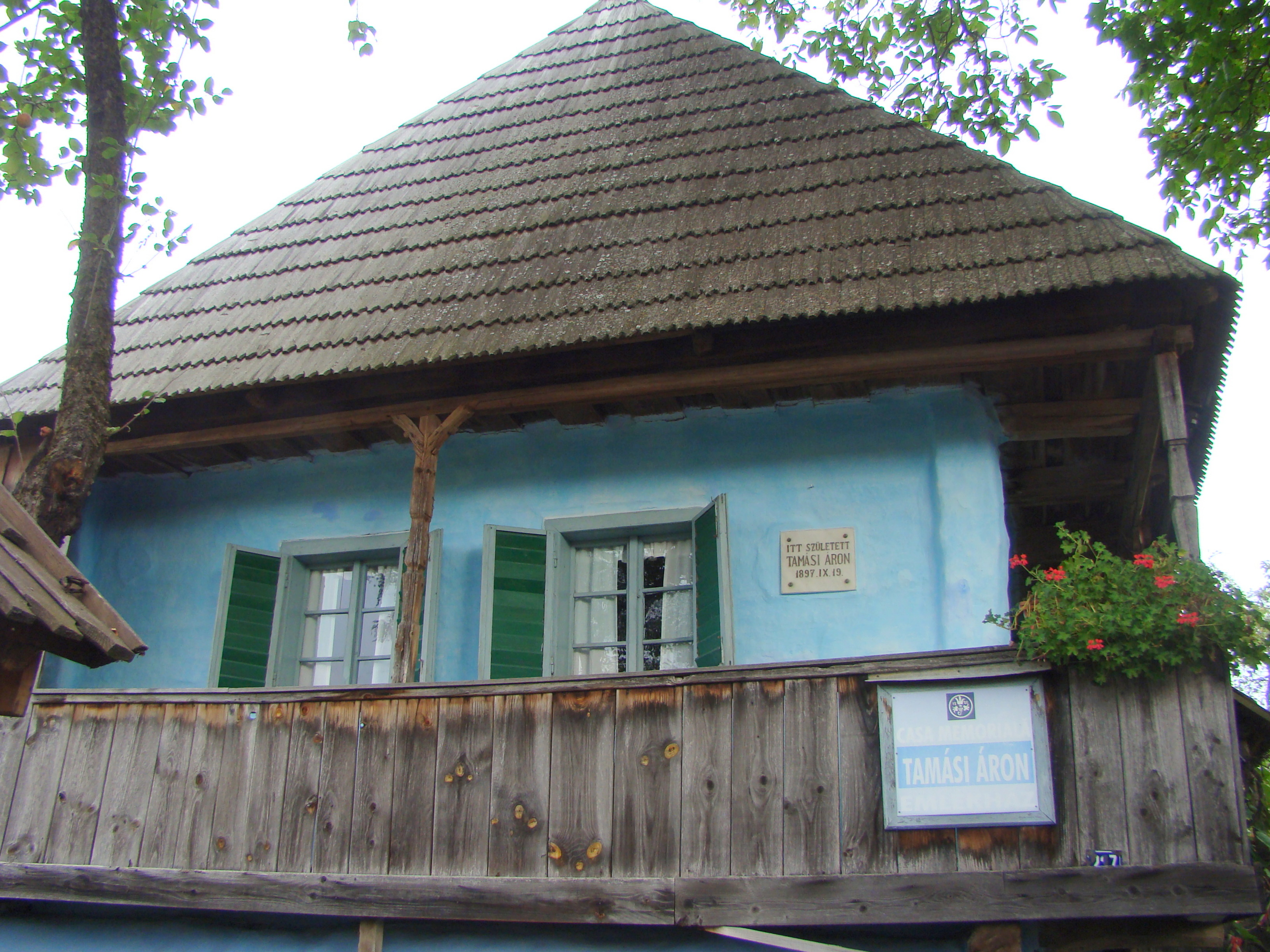
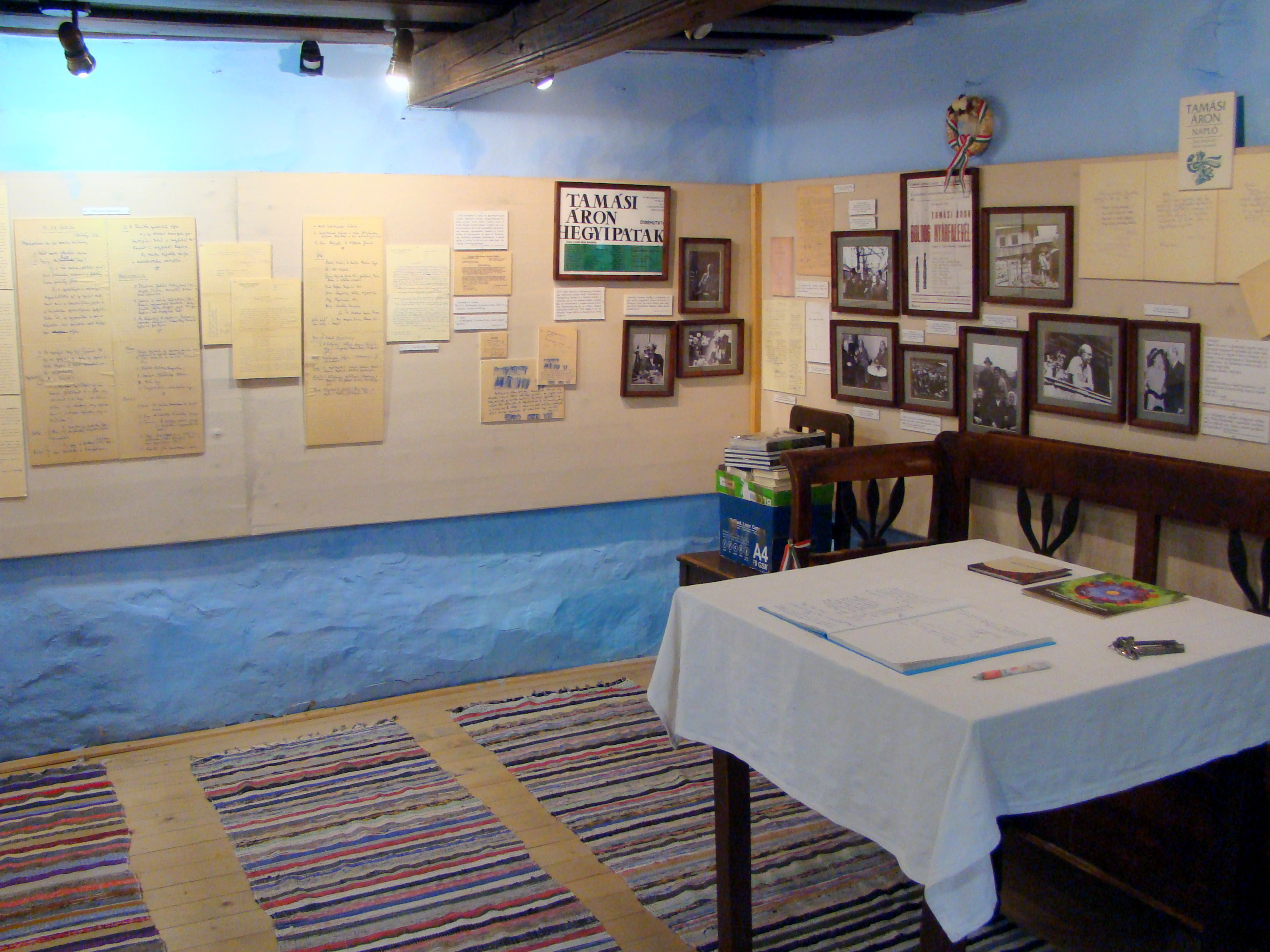
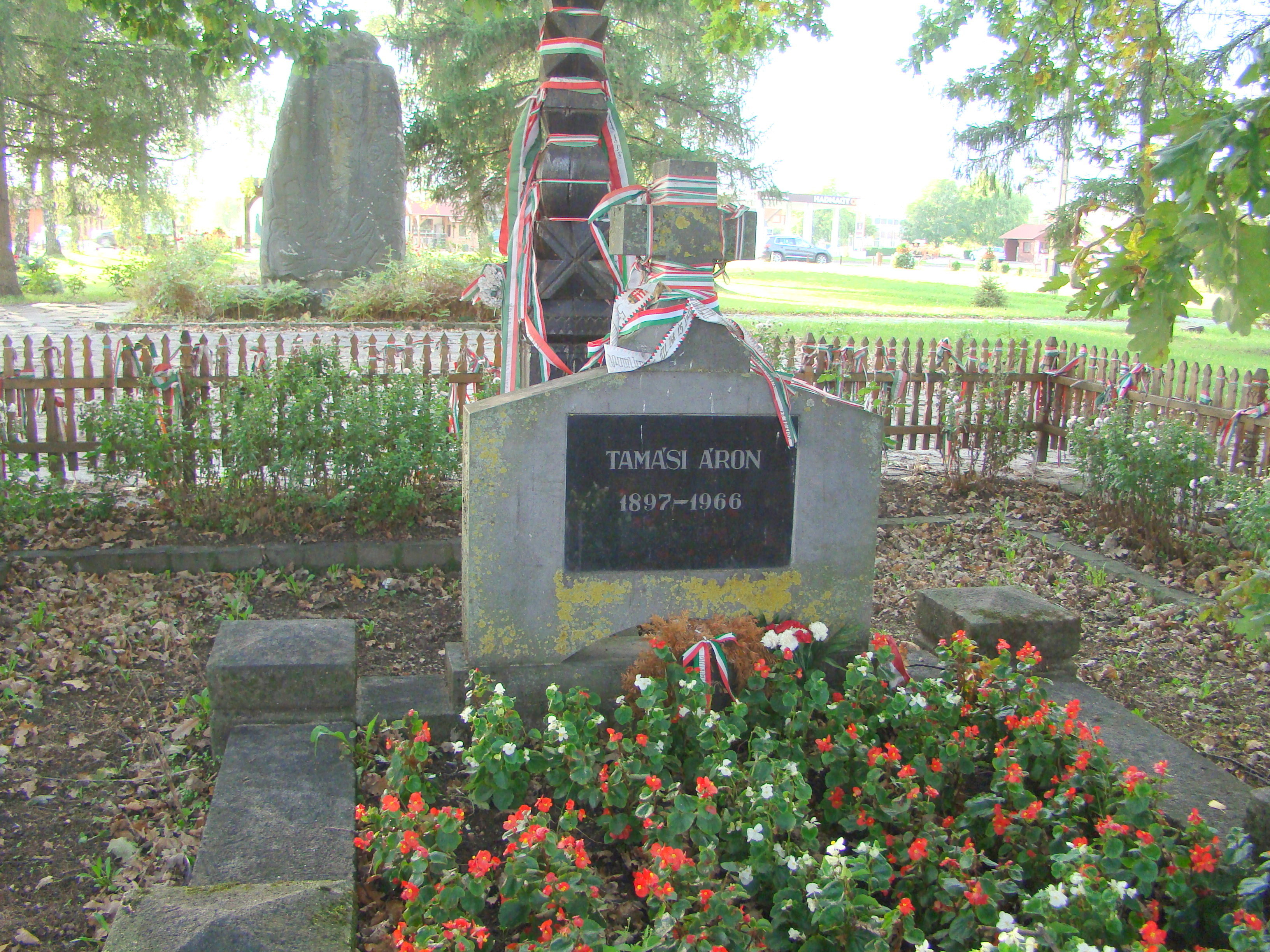
Mormântul lui Tamási Áron
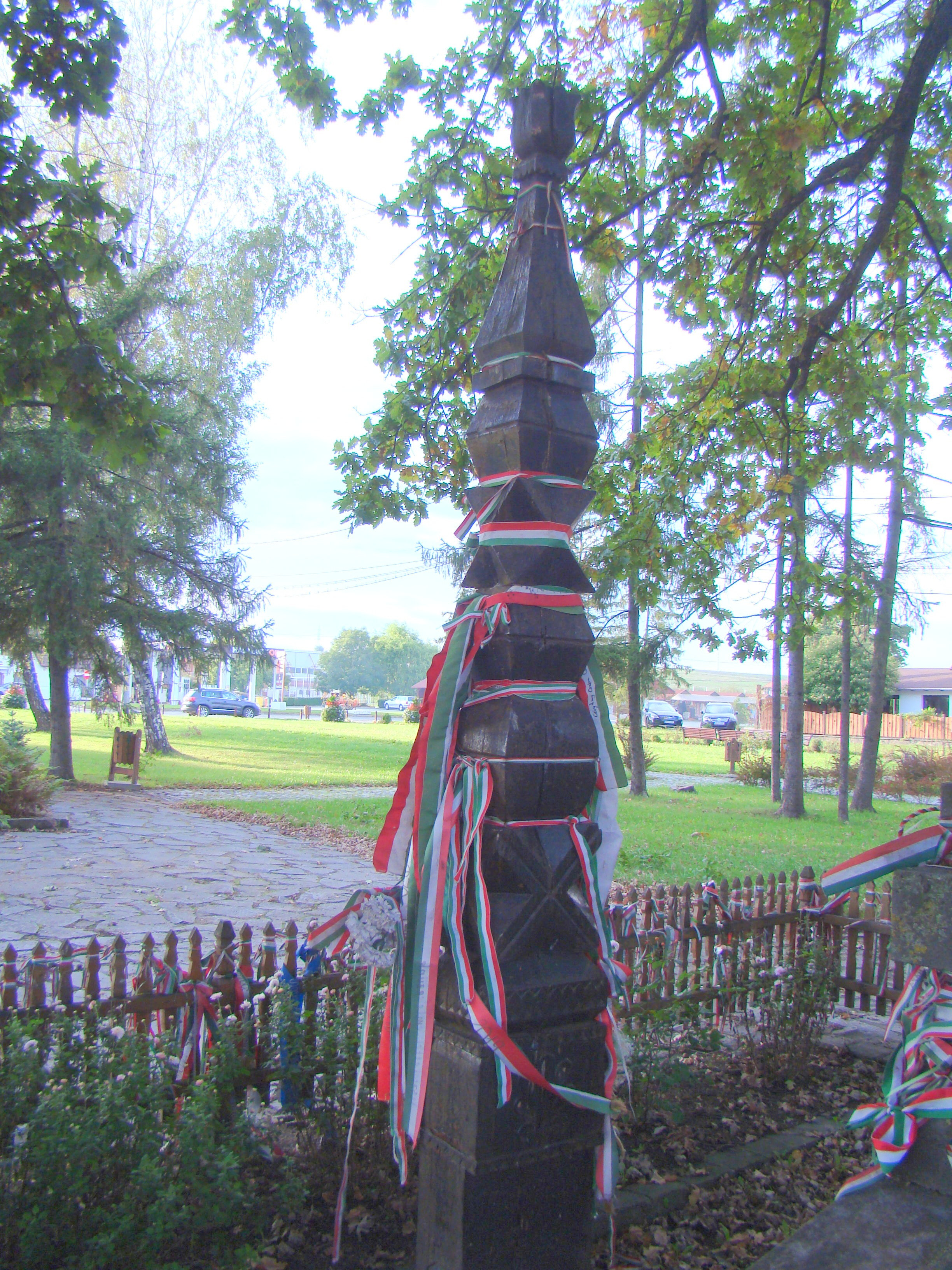